# Chiến dịch Wisła – Oder
Chiến dịch Wisła – Oder là chiến dịch tấn công chiến lược lớn của Quân đội Xô Viết trong Chiến tranh Xô-Đức, chiến dịch này diễn ra trong thời gian từ 12 tháng 1 đến 3 tháng 2 năm 1945 trong khu vực đồng bằng châu thổ hai con sông Wisla và sông Oder tại Ba Lan. Đây là chiến dịch thắng lợi rất to lớn của Quân đội Xô Viết đã đánh tan cụm tập đoàn quân A của quân đội Đức Quốc xã là cụm quân phòng thủ trên hướng Warszawa–Berlin, giải phóng hầu hết Ba Lan, bắc Tiệp Khắc và đặc biệt quan trọng là đã đưa Quân đội Xô Viết vào sát thủ đô Đức: Hồng quân đã đứng chắc chân tại sông Oder chỉ cách Berlin dưới 100 km. Từ các bàn đạp này Hồng quân sẽ tiến hành chiến dịch Berlin kế tiếp chiếm thủ đô Đức chấm dứt chiến tranh thế giới thứ hai tại chiến trường châu Âu.

## Hoàn cảnh chiến trường Xô–Đức đến tháng 1 năm 1945
Mặt trận Xô-Đức vào lúc diễn ra Chiến dịch Vistula–Oder năm 1945
Sau chiến dịch Bagration tình hình chính trị, kinh tế, quân sự, của Đế chế thứ Ba xấu đi một cách thảm hại. Các đồng minh của Đức đều tan rã, chỉ còn lại Hungary cũng đang trong những ngày hấp hối cuối cùng và đang tìm cách "đi đêm" với kẻ thù. Các cơ sở kinh tế, quốc phòng bị không lực đồng minh Anh–Mỹ hủy diệt rất nặng nề, nguyên liệu, nhiên liệu cạn kiệt, sản xuất quốc phòng sụt giảm thê thảm. Quân đội Đức đã thiếu vũ khí, nhiên liệu lại không thể duy trì nổi quân số nhiều triệu quân với mức độ thương vong quá lớn: tổng động viên đến mức ráo riết nhất cũng không bù được cho số tổn thất lại với chất lượng quân lính kém xa. Đức đã phải huy động người già, thiếu niên từ các tổ chức bán vũ trang như đoàn thanh niên Hitler, Volkssturm vào quân đội với trình độ huấn luyện và tinh thần chiến đấu kém xa trước đây. Sức mạnh của Đế chế thứ Ba đã cạn kiệt: cả kinh tế, chính trị và quân sự đều đang sụp đổ.
Tuy nhiên sau chiến dịch Bagration tại mặt trận phía Đông hướng Warszawa–Berlin chiến sự im ắng đến hơn 4 tháng, từ đầu tháng 9 đến hết tháng 12 năm 1944 quân đội Xô Viết tích cực chuẩn bị nhưng chưa tấn công, cả hai bên không có hành động quân sự tích cực nào. Thời gian tạm nghỉ đã cho phép quân Đức chắp vá những lỗ hổng phòng ngự trên hướng Warszawa–Berlin và điều quân dự bị tấn công tuyệt vọng tại mặt trận phía tây chống liên quân Anh–Mỹ tại chiến dịch Ardennes và điều quân xuống phía nam phản công tại các trận đánh lớn tại vùng hồ Balaton Hungary để phòng thủ Budapest.
Trong thời gian này tại hướng Warszawa–Berlin quân đội Xô Viết đã thi hành một khối lượng công việc khổng lồ để đảm bảo hậu cần cho những chiến dịch tấn công to lớn và liên tục sắp tới để mau chóng đánh bại Đức Quốc xã. Các phương diện quân Xô Viết được cung cấp số đạn dược đủ để tiến hành 4 đến 5 chiến dịch thông thường cho phép Hồng quân tấn công liên tục trên diện rộng cho đến hết chiến tranh.

## Binh lực và kế hoạch

### Quân đội Liên Xô

#### Binh lực
- Phương diện quân Byelorussia 1 (Tư lệnh: nguyên soái G. K. Zhukov, tham mưu trưởng:, ủy viên Hội đồng quân sự: thượng tướng N. A. Bulganin)
  - Tập đoàn quân 47 (
  - Tập đoàn quân Ba Lan 1 (thiếu tướng S. G. Poplavskiy)
  - Tập đoàn quân xung kích 3 (
  - Tập đoàn quân 61 (
  - Tập đoàn quân xe tăng cận vệ số 1 (
  - Tập đoàn quân xe tăng cận vệ số 2 (
  - Tập đoàn quân xung kích 5 (đóng tại đầu cầu Magnusew) (
  - Tập đoàn quân cận vệ 8 (đóng ở đầu cầu Magnusew) (thượng tướng V. I. Chuikov)
  - Tập đoàn quân 69 (đóng ở đầu cầu Puławy) (
  - Tập đoàn quân 33 (đóng ở đầu cầu Puławy) (
- Phương diện quân Ukraina 1 (Tư lệnh: nguyên soái I. Konev,)
  - Tập đoàn quân 21 (
  - Tập đoàn quân 6 (
  - Tập đoàn quân cận vệ 3 (
  - Tập đoàn quân 13 (
  - Tập đoàn quân xe tăng 4 (
  - Tập đoàn quân xe tăng cận vệ 3 (
  - Tập đoàn quân 52 (
  - Tập đoàn quân cận vệ 5 (
  - Tập đoàn quân 59 (
  - Tập đoàn quân 60 (

#### Kế hoạch
Tổng tư lệnh tối cao Stalin của Liên Xô để tưởng thưởng công lao của nguyên soái Xô Viết Georgy Konstantinovich Zhukov đã đặc biệt ưu ái vị nguyên soái này khi quyết định để Zhukov sẽ nhận được vinh dự đánh chiếm Berlin thủ đô nước Đức: Stalin điều nguyên soái Konstantin Konstantinovich Rokossovsky từ phương diện quân Byelorussia 1 – lực lượng sẽ phát triển về hướng Berlin – sang chỉ huy phương diện quân Byelorussia 2 để tấn công chiến dịch Đông Pomerania và chiến dịch Đông Phổ. Phương diện quân Belorussia 1 được trao cho nguyên soái G.K. Zhukov. Stalin còn chi tiết vạch tuyến ngăn cách tấn công của phương diện quân Zhukov với phương diện quân Ukraina 1 của nguyên soái I.S. Konev sao cho Berlin nằm trọn trong khu vực tiến quân của nguyên soái Zhukov. Những tế nhị trong quyết định này của tổng tư lệnh tối cao Xô Viết sau này được ba vị nguyên soái Liên Xô đề cập nhiều trong các hồi ký của mình sau chiến tranh.
Tổng hành dinh Xô Viết dự kiến bắt đầu chiến dịch vào ngày 20 tháng 1 năm 1945, nhưng theo thư của thủ tướng Anh Winston Churchill cho Tổng tư lệnh tối cao Liên Xô Stalin đề nghị quân đội Xô Viết tấn công sớm chia sẻ gánh nặng với quân đội đồng minh đang khó khăn trong chiến dịch Ardennes nên Stalin đã chỉ thị hai nguyên soái Zhukov và Konev tấn công sớm vào ngày 12 tháng 1 năm 1945.
Đây sẽ được coi là chiến dịch quân sự quy mô rất lớn vì nó sẽ đánh tan các lực lượng Đức trên hướng phòng thủ Warszawa–Berlin, giải phóng gần hết Ba Lan và đặt sự tồn tại của Đế chế III chỉ còn tính từng tuần.
Tấn công chiến dịch Wisla–Oder là hai phương diện quân chủ đạo của Liên Xô:
- Tại cánh bắc, Phương diện quân Byelorussia 1 tư lệnh nguyên soái G.K. Zhukov gồm: tập đoàn quân xe tăng cận vệ số 1 và số 2; các quân đoàn xe tăng độc lập số 9 và 11; tập đoàn quân không quân số 16; các tập đoàn quân xung kích số 47, 61, 3 và số 5; tập đoàn quân cận vệ số 8; các tập đoàn quân số 69 và 33; tập đoàn quân Ba Lan số 1 và 2; 2 quân đoàn kỵ binh cận vệ số 2 và 7;
- Cánh nam Phương diện quân Ukraina 1 của nguyên soái I.S. Konev: tập đoàn quân xe tăng cận vệ số 3; tập đoàn quân xe tăng số 4; quân đoàn xe tăng độc lập số 31; tập đoàn quân không quân số 2; tập đoàn quân cận vệ số 3 và 5; các tập đoàn quân số 6, 13, 52, 60, 21, 59; quân đoàn cơ giới cận vệ số 7; quân đoàn kỵ binh số 1.

Tổng cộng hai phương diện quân Zhukov và Konev có 2,2 triệu quân; 33,500 đại bác và súng cối; 7.000 xe tăng và pháo tự hành; 5.000 máy bay chiến đấu với ưu thế về quân số và vũ khí gấp 4 đến 5 lần đối phương.

### Quân đội Đức Quốc Xã

#### Binh lực
- Cụm Tập đoàn quân A (Chỉ huy: Đại tướng Josef Harpe, đến ngày 20 thì chuyển giao cho Thống chế Ferdinand Schorner)
  - Tập đoàn quân 9 (Đại tướng Smilo Freiherr von Lüttwitz, đến ngày 20 thì chuyển giao cho tướng Theodor Busse)
    - Quân đoàn xe tăng 56 (Thượng tướng Johannes Block)
    - Quân đoàn xe tăng 46 (Thượng tướng Walter Fries)
    - Quân đoàn 8 (Thượng tướng Walter Hartmann)

  - Tập đoàn quân xe tăng 4 (Đại tướng Fritz-Hubert Gräser)
    - Quân đoàn 42 (Thượng tướngl Hermann Recknagel)
    - Quân đoàn xe tăng 24 (Thượng tướng Walther Nehring)
    - Quân đoàn xe tăng 48 (Thượng tướng Maximilian Reichsfreiherr von Edelsheim)

  - Tập đoàn quân 17 (Đại tướng Friedrich Schulz)
    - Quân đoàn 59 (Thượng tướng Edgar Rohricht)
    - Quân đoàn 11 (Thượng tướng Rudolf von Bünau)
    - Quân đoàn SS 11 (Thượng tướng SS Matthias Kleinheisterkamp)

#### Kế hoạch
Lực lượng Đức phòng thủ tại hướng này là cụm tập đoàn quân A của Đức – tư lệnh đại tướng Josef Harpe (từ 20 tháng 1 năm 1945 là đại tướng Ferdinand Schörner) đó là các đơn vị: tập đoàn quân xe tăng số 4, tập đoàn quân dã chiến số 9 và 17. Khu vực phòng thủ của Đức được gia cố rất chắc chắn có 7 dải phòng ngự với chiều sâu từ 300 đến 500 km, ngoài ra các thành phố trong khu vực này đều đã được biến thành pháo đài trung tâm phòng ngự rất chắc chắn. Các sông trên hướng Warszawa–Berlin hầu hết đều chạy theo hướng nam – bắc và đã được quân Đức tận dụng biến thành các tuyến phòng thủ liên hoàn rắn chắc.
Tổng cộng Cụm Tập đoàn quân A có 450,000 quân; 1,150 xe tăng; 5,000 đại bác và súng cối; 630 máy bay với quân số và vũ khí bị áp đảo bởi quân Liên Xô xấp xỉ 4 hoặc 5:1.

## Cuộc tấn công

### Diễn biến
Ngày 12 tháng 1 năm 1945, phương diện quân Ukraina 1 của I.S. Konev từ bàn đạp Sandomir trên sông Wisla kết hợp với cánh trái của phương diện quân Belorussia 1 phát triển tấn công về phía tây và đây là chiến dịch Sandomir–Silesia phát triển tấn công theo hướng chung nhắm đến Breslau (Wroclaw).
Ngày 14 tháng 1 Phương diện quân Belorussia 1 kết hợp với cánh trái của phương diện quân Belorussia 2 tấn công từ 2 bàn đạp Pulava (Pulawy) và Magnushev(Gmina Magnuszew) đây là chiến dịch Warszawa–Poznan hướng tấn công nhắm vào phía Poznan.
Cho đến ngày 17 tháng 1, hai phương diện quân Xô Viết của Konev và Zhukov đã đè bẹp phòng thủ của các lực lượng chính của cụm tập đoàn quân A của Đức trên diện rộng gần 500 km và đột phá sâu 100–160 km. Quân đội Xô Viết đã giải phóng Warszawa, Radom, Chenstokhov (???), Radomsko, và hơn 2.400 thành phố và điểm dân cư của Ba Lan. Các lực lượng Đức được huy động từ Đức sang đã không thể vá lại lỗ thủng phòng ngự. Quân đội Xô Viết tấn công ào ạt với tốc độ trung bình 30–40 km một ngày đêm. Ngày 19 tháng 1, các đơn vị tiên phong của phương diện quân Konev là tập đoàn quân xe tăng cận vệ số 3, tập đoàn quân cận vệ số 5 và tập đoàn quân 52 trong khi truy đuổi quân Đức đã tiến sâu vào đất Đức và cánh trái Konev đã giải phóng thành phố Krakov (Krakow). Từ ngày 20 đến 25 tháng 1, phương diện quân Zhukov đã đập tan tuyến phòng thủ sông Varta và tuyến Poznan, bao vây và tiêu diệt khối quân Poznan gồm 6 vạn quân Đức.
Từ ngày 22 tháng 1 đến 3 tháng 2 quân đội Xô Viết đã hoàn thành các mục tiêu của chiến dịch đã tiến đến sông Oder vượt sông và lập các bàn đạp trên bờ tây tại các khu vực Shteinau (???), Breslau, Oppelna (???) và Kiustrin (???). Cùng thời gian này phương diện quân Ukraina 4 bên trái của phương diện quân Konev giải phóng toàn bộ miền nam Ba Lan và miền Bắc Tiệp Khắc đến thượng nguồn con sông Wisla.

### Sau cuộc tấn công
Vì hình thế của mặt trận đến lúc này tại hướng Berlin đã tạo thành một mũi nhọn ăn sâu về phía lãnh thổ Đức và tại hai sườn bắc và nam của Hồng quân là các khối quân Đức còn rất mạnh tại Pomerania, Đông Phổ và Silesia rất có thể sẽ phản công mạnh vào sườn hai phương diện quân Zhukov và Konev nên Bộ chỉ huy tối cao Xô Viết vào ngày 3 tháng 2 năm 1945 đã chủ động chấm dứt chiến dịch và ngay sau đó chuyển trọng tâm tấn công tiếp theo sang nhiệm vụ đánh tiêu diệt các khối quân Đức tại Pomerania, Đông Phổ và Silesia, đó là các chiến dịch Đông Pomerania, chiến dịch Đông Phổ, chiến dịch hạ Silesia và chiến dịch thượng Silesia diến ra từ tháng 2 đến tháng 4 năm 1945.
Sau chiến tranh giữa hai nguyên soái Xô Viết Georgy Konstantinovich Zhukov nguyên tư lệnh phương diện quân Belorussia 1 và nguyên soái Vasily Ivanovich Chuikov nguyên tư lệnh tập đoàn quân cận vệ số 8 thuộc phương diện quân này đã diễn ra tranh luận về tính hợp lý dừng chiến dịch hay nên phát triển tấn công tiếp chiếm Berlin trong hành tiến khi thủ đô Đức còn chưa kịp bố phòng vững chắc: nguyên soái Chuikov cho rằng nếu thêm vài nỗ lực tấn công tiếp thì Berlin đã thất thủ trong tháng 2 năm 1945. Trong khi đó Zhukov cho rằng cần thiết phải dừng lại để trước hết phải thủ tiêu các khối quân lớn của đối phương hai bên sườn mũi nhọn Hồng quân hướng đến Berlin.
Sau các chiến dịch trong tháng 2 đến tháng 4 năm 1945 này quân đội Đức về cơ bản đã trắng tay.

## Kết quả
Chiến dịch Wisla–Oder cũng là một thắng lợi rất to lớn của quân đội Xô Viết vào giai đoạn cuối của chiến tranh, đã tiêu diệt hoàn toàn 35 sư đoàn Đức, và đánh thiệt hại nặng 25 sư đoàn khác, bắt sống 14 vạn tù binh và một lượng lớn khí giới của quân Đức. Đã giải phóng đại bộ phận Ba Lan, đã tạo điều kiện rất thuận lợi cho quân đội đồng minh trên mặt trận phía tây và là tiền đề để tiến hành các chiến dịch Pomerania và Silesia tiếp theo. Đặc biệt chiến dịch này đã đưa Hồng quân vào trung tâm nước Đức chỉ còn cách thủ đô Berlin của Hitler chỉ khoảng 70 km đường chim bay từ các bàn đạp này Hồng quân sẽ tiến hành chiến dịch Berlin chiếm thủ đô Đức bắt Đế chế III đầu hàng.